# Sztuka latania (film)
Sztuka latania (ang. The Theory of Flight) – film brytyjski z 1998 roku w reżyserii Paula Greengrassa. W rolach głównych wystąpili Kenneth Branagh i Helena Bonham Carter, która gra kobietę niepełnosprawną poruszającą się na wózku. Film porusza temat seksualności ludzi niepełnosprawnych.

## Obsada
- Helena Bonham Carter jako Jane Hatchard
- Kenneth Branagh jako Richard
- Gemma Jones jako Anne
- Holly Aird jako Julie
- Ray Stevenson jako Gigolo